# Marialva (Mêda)
Marialva és una freguesia portuguesa del municipi de Mêda, al districte de Guarda, Riba Interior Norte. Té 19,15 km² d'àrea i 255 habitants (al cens del 2011). La densitat de població n'és de 13,3 hab/km².

## Població
| População da freguesia de Marialva | População da freguesia de Marialva | População da freguesia de Marialva | População da freguesia de Marialva | População da freguesia de Marialva | População da freguesia de Marialva | População da freguesia de Marialva | População da freguesia de Marialva | População da freguesia de Marialva | População da freguesia de Marialva | População da freguesia de Marialva | População da freguesia de Marialva | População da freguesia de Marialva | População da freguesia de Marialva | População da freguesia de Marialva |
| ---------------------------------- | ---------------------------------- | ---------------------------------- | ---------------------------------- | ---------------------------------- | ---------------------------------- | ---------------------------------- | ---------------------------------- | ---------------------------------- | ---------------------------------- | ---------------------------------- | ---------------------------------- | ---------------------------------- | ---------------------------------- | ---------------------------------- |
| 1864                               | 1878                               | 1890                               | 1900                               | 1911                               | 1920                               | 1930                               | 1940                               | 1950                               | 1960                               | 1970                               | 1981                               | 1991                               | 2001                               | 2011                               |
| 494                                | 545                                | 567                                | 684                                | 740                                | 688                                | 736                                | 728                                | 888                                | 727                                | 489                                | 460                                | 326                                | 271                                | 255                                |

En el cens de 1864 figura al municipi de Vila Nova de Foz Côa. Va passar a l'actual municipi per decret de 04/12/1872

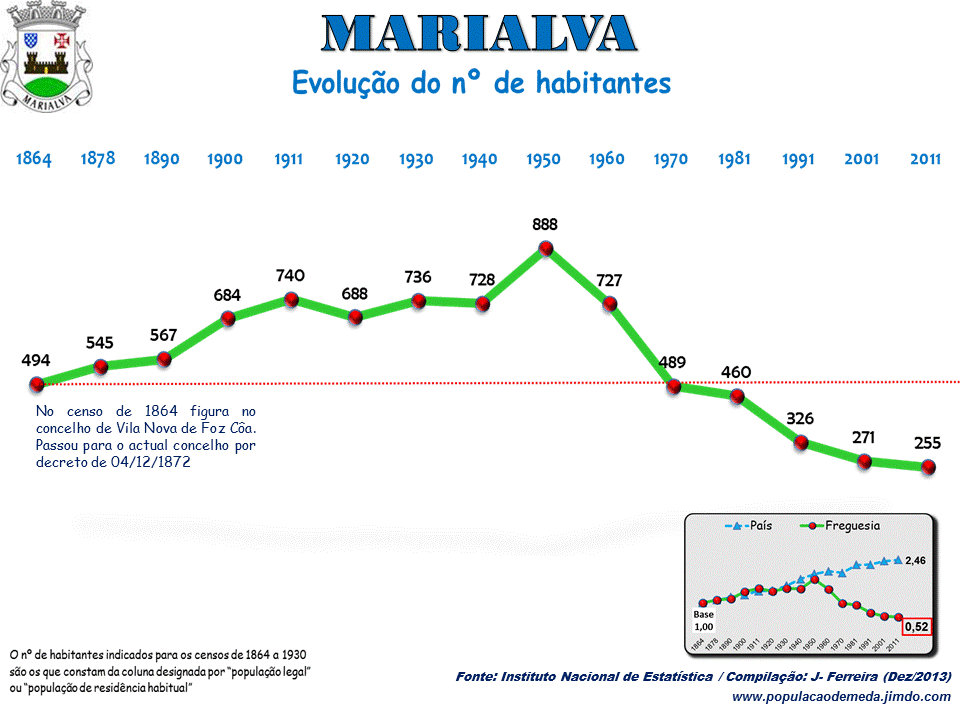
Evolució de la Població 1864 / 2011
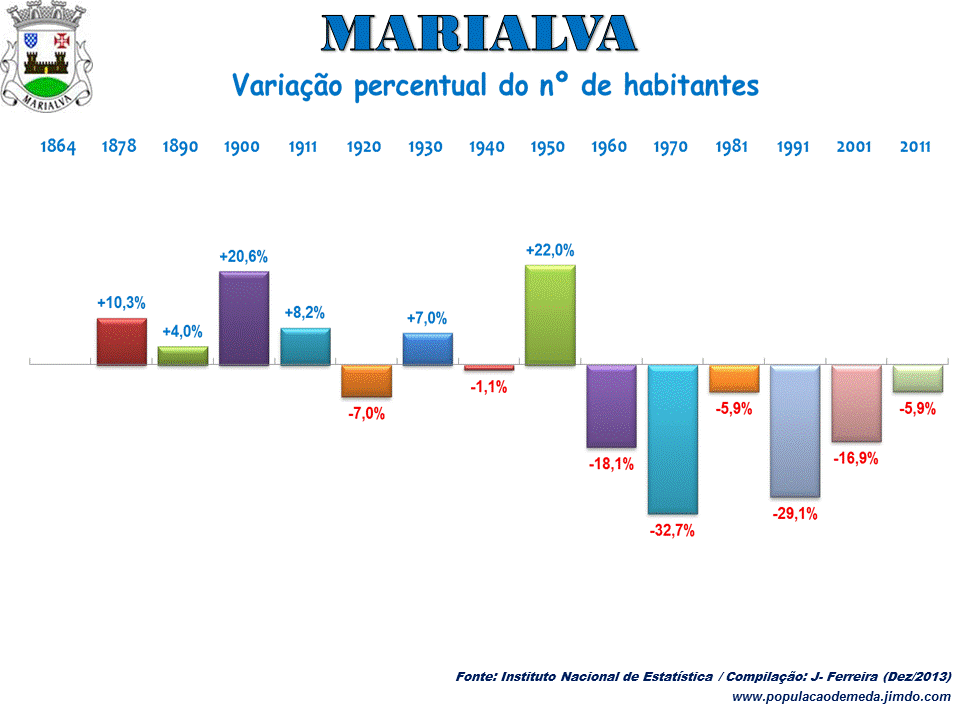
Variació de la Població 1864 / 2011

## Història
Anomenada Cividade dos Áravos (en llatí Civitas Aravorum) a l'època romana,[2] fou reconstruïda en temps de Trajà i Hadrià, i era un punt de confluència i cruïlla de vies, entre aquestes, la via imperial de Guarda a Numão.
Els gots s'instal·laren a la regió i li canviaren el nom per Sâo Justo; els succeïren els àrabs, que li canviaren el nom, Malva, i fou conquerida per Ferran I de Lleó, el 1063, i novament rebatejada en Marialva.
Alfons I la va manar repoblar, i li concedí el primer foral el 1179. Se'n coneix una nova repoblació durant el regnat de Sanç I, al segle xiii, moment en què el poble vessaria els murs, i se'n formà així el Raval.
Durant el regnat de Dionís I se'n creà la Fira (1286) i rep nous furs (1512) ja en temps de Manuel I. Ambdós feren obres en el castell.
Possiblement a causa de la situació fronterera -i estimulada per la fira el 15 de cada mes, que concedia privilegis als residents i firaires- al segle xii hi vivia població jueva.
Fou vila i seu de municipi entre 1157 i 1855. La componien les freguesies de Aldeia Rica, Barreira, Carvalhal, Coriscada, Gateira, Marialva (Santiago), Marialva (Sâo Pedro), Pai Penela, Rabaçal i Vale de Ladrôes. Tenia, el 1801, 2.919 habitants.
Després de les reformes administratives de l'inici del liberalisme se li agregaren les freguesies de Chãs i Santa Comba. Tenia, el 1849, 4.042 habitants i ocupava una superfície de 166 km².

## Patrimoni
- Església de Sâo Tiago;
- Capella de Sâo Joâo;
- Capella de Santa Bàrbara;
- Església de Sâo Pedro;
- Capella da Senhora da Guia;
- Capella da Senhora do Mileu.

## Economia
L'economia es basa principalment en l'agricultura, sobretot en la creïlla, els cereals, el vi i l'oli.

## Topografia
El poble es fundà "en zona muntanyosa i granítica de topografia irregular, i baixa fins al marge esquerre de la ribera de Marialva. S'alça en una muntanya envoltada de turons i cingles."